# Mimonjak
Koordinati:   43°46′43″N, 15°40′56″E
Mimonjak je majhen nenaseljen otoček v Jadranskem morju. Pripada Hrvaški.
Mimonjak leži v jugovzhodnem delu Murterskega kanala med otočkom Bisago in celino, od katere je oddaljen okoli 0,3 km. Njegova površina meri 0,024 km². Dolžina obalnega pasu je 0,55 km.